# Morimotoa
Morimotoa là một chi bọ cánh cứng trong họ Dytiscidae.
Chi này được Uéno miêu tả khoa học năm 1957.

## Các loài
Các loài trong chi này gồm:
- Morimotoa gigantea Uéno, 1996
- Morimotoa morimotoi Uéno, 1996
- Morimotoa phreatica Uéno, 1957